# Racialització
La racialització és un terme en el camp de la sociologia que fa referència al procés pel qual, en el context d'una societat concreta, s'assigna uns individus a una raça (entesa aquesta com a constructe social). Els criteris per a l'encabiment d'uns individus a una raça poden ser diversos, habitualment l'aparença, com ara el color de la pell, però també el vestit, la llengua o, fins i tot, la religió. Quan es parla de persones racialitzades sovint es fa èmfasi als efectes negatius que pateixen aquestes persones en el context de la societat on té lloc aquest procés.